# Macrocarpaea corymbosa
Macrocarpaea corymbosa är en gentianaväxtart som först beskrevs av Hipólito Ruiz López och Pav., och fick sitt nu gällande namn av Joseph Andorfer Ewan. Macrocarpaea corymbosa ingår i släktet Macrocarpaea och familjen gentianaväxter. Inga underarter finns listade i Catalogue of Life.